# Réalité (film)
Pour les articles homonymes, voir Reality et Réalité.
Pour plus de détails, voir Fiche technique et Distribution.
Réalité est une comédie dramatique franco-belge réalisée par Quentin Dupieux, sortie en 2014.

## Synopsis
Le réalisateur Jason Tantra (Alain Chabat) s'apprête à réaliser son premier film d'horreur. Bob Marshall (Jonathan Lambert), riche producteur, accepte de le financer à condition que Jason trouve le meilleur gémissement de l'histoire du cinéma en 48 heures... Mais la réalité perd ses repères, le rêve, l'absurde, l'espace-temps se mélangent dans la narration qui devient un labyrinthe logique et une mise en abyme qui entraîne le spectateur dans une perplexité sans fond.

## Fiche technique
- Titre : Réalité
- Réalisation, scénario, photographie, montage : Quentin Dupieux
- Musique : Philip Glass
- Production : Diane Jassem, Kevos Van Der Meiren et Josef Lieck
  - Production déléguée : Grégory Bernard
  - Production exécutive : Sindo, Georges Goldman et Jab
  - Production associée : Christine Ponelle, Filippe Vieira et Pierre Weisbein
- Sociétés de production : Realitism Films et Group/Boîte Noire
- Société de distribution : Diaphana Distribution (France)
- Pays de production :  France et  Belgique
- Langue originale : anglais et français
- Format : couleur — 1,85:1 — son 5.1
- Genre : comédie dramatique
- Durée : 87 minutes
- Dates de sortie :
  - Italie : 28 août 2014 (Mostra de Venise)
  - Suisse : 20 septembre 2014 (Festival du film français d'Helvétie)[1]
  - Canada : 10 octobre 2014 (Festival du nouveau cinéma de Montréal)
  - Belgique : 17 octobre 2014 (Festival du film de Gand)
  - France : 15 janvier 2015 (Festival international du film de comédie de l'Alpe d'Huez) ; 18 février 2015 (sortie nationale)

## Distribution
- Alain Chabat : Jason Tantra
- Jonathan Lambert : Bob Marshall
- Élodie Bouchez : Alice
- Kyla Kenedy : Réalité
- John Glover : Zog
- Eric Wareheim : Henri
- Erik Passoja : Billie
- Matt Battaglia : Mike
- Susan Diol : Gaby
- Patrick Bristow : Dr Klaus
- Brad Greenquist : Jacques
- Jon Heder : Dennis
- Roxane Mesquida : la présentatrice des Oscars
- Bambadjan Bamba : Tony
- Sandra Nelson : Isabella
- Carol Locatell : Lucienne
- Michel Hazanavicius : le remettant de la récompense
- Thomas Bangalter : patient dans la salle d'attente

## Production
Le tournage était initialement prévu en France et en Corée, mais en raison des coûts trop élevés, le tournage a eu lieu à Los Angeles. Afin d'améliorer la crédibilité à la suite de ce changement, des passages en anglais ont été ajoutés aux dialogues, de base uniquement en français.
Quentin Dupieux a choisi d'utiliser les cinq première minutes de Music with Changing Parts de Philip Glass, qu'il répète tout au long du film afin de donner une impression de boucle sans fin, symbolisant le fait que Jason ne sort jamais de son rêve.

## Distinctions

### Récompenses
- Festival international du film fantastique de Catalogne 2014 (Sitges) : prix de la critique José Luis Guarner[4]
- Festival du film de Gand 2014 : mention spéciale au prix du jury jeune

### Sélections
- Mostra de Venise 2014
- Festival du film français d'Helvétie 2014
- Festival du nouveau cinéma de Montréal 2014
- Lausanne Underground Film and Music Festival 2014
- Festival international du film de Tokyo 2014
- Festival international du film de Stockholm 2014
- Festival international du film de comédie de l'Alpe d'Huez 2015
- Festival international du film de Rotterdam 2015
- Festival international du film d'Istanbul 2015 : en compétition
- Festival international du film RiverRun 2015
- Festival international du film de Karlovy Vary 2015 : programme Horizons